# 高级证书
高级学习证书（英語：Certificate of Advanced Study，CAS），也称为高级证书（Advanced Certificate，AC）、高级研究生学习证书（Certificate of Advanced Graduate Study，CAGS）或高级专业学习证书（Certificate of Advanced Professional Studies，CAPS），是专为在校学生以及寻求继续教育计划的从业者设计的硕士后阶段学术证书，以提高他们在人文、教育、图书馆信息学、软件工程、管理等学术领域的职业发展。

## 案例
高级证书项目是研究生阶段的短期、重点课程，旨在让学生掌握特定学科或专业领域的高级技能。以布法罗大学为例，该校提供的高级证书项目包括应用统计分析、信息与图书馆学、国际教育数据分析、读写交学、心理健康咨询、定性方法、康复咨询、学校咨询等。麻省理工学院斯隆管理学院提供管理、创新和技术高管高级证书。雪城大学提供高级学习证书项目包括公民社会组织、冲突与合作、公共政策数据分析、欧盟与当代欧洲、地理信息系统与空间分析、卫生服务管理与政策、拉丁美洲及加勒比研究、中东事务、人口健康和老龄化、公共领导与管理、公共管理与政策、安全研究、南亚研究等。

## 引用
1. ↑  . Johns Hopkins University.   [2013-09-19]. （原始内容存档于2013-09-21）.
2. ↑  . Annette Caldwell Simmons School of Education & Human Development, Southern Methodist University.   [2013-09-19]. （原始内容存档于2013-09-21）.
3. ↑  Aluko, Ruth. . International Review of Research in Open and Distributed Learning. 2009, 10 (4)  [2024-09-04]. ISSN 1492-3831. doi:10.19173/irrodl.v10i4.617. （原始内容存档于2024-11-15） （英语）.
4. ↑  Fresen, Jill W.; Hendrikz, Johan. . International Review of Research in Open and Distributed Learning. 2009, 10 (4)  [2024-09-04]. ISSN 1492-3831. doi:10.19173/irrodl.v10i4.631. （原始内容存档于2021-06-14） （英语）.
5. ↑  Totten, Herman L.  illustrated. Psychology Press. 1992. ISBN 978-1560242529.
6. ↑  . University of St. Thomas.   [2021-05-02].
7. 1 2  . executive.mit.edu.   [2024-09-04]. （原始内容存档于2024-11-11） （英语）.
8. 1 2  . ed.buffalo.edu.   [2024-09-04]. （原始内容存档于2024-11-22） （英语）.
9. ↑  . Maxwell School.   [2024-09-04]. （原始内容存档于2024-12-19） （英语）.